# HERMES (association)
Pour les articles homonymes, voir Hermès (homonymie).

Logo de l'association HERMES

HE.R.M.E.S. (« HÉbergement des Réseaux Mutualisés En Santé ») était une association loi de 1901 œuvrant pour les systèmes d'informations de santé en région Lorraine. Elle a été déclarée à la préfecture de Meurthe-et-Moselle le 17 juillet 2003.
Le siège social de l'association HE.R.M.E.S. était situé à Vandœuvre-lès-Nancy, au château du Montet. Cette association a donné naissance au Groupement de Coopération Sanitaire Télésanté Lorraine qui en a repris les activités depuis le 1er juillet 2007.

## Missions
Les missions d'HE.R.M.E.S. sont les suivantes :

« Coordonner et mutualiser les systèmes d'information des réseaux et notamment les différents réseaux de santé de la région Lorraine ; gestion d'une plate-forme régionale commune aux différents réseaux mutualisant les moyens techniques permettant l'échange de données entre les partenaires des différents réseaux ; mise en place d'outils de communication sécurisés ; harmonisation et mutualisation des nomenclatures des différents réseaux de santé ; gestion des serveurs de référentiels de bonnes pratiques de prise en charge et de référentiels bibliographiques ou statistiques ; aide à la gestion et à l'exploitation statistique de données épidémiologiques, d'activité, et diffusion des résultats sous forme de tableaux de bord ; aide aux déclarations à la Commission Nationale Informatique et Libertés et accompagnement méthodologique concernant les problèmes médico-administratifs ; standardisation de certains recueils d'informations. »

— (Extrait du JO du 16 août 2003)

## Evolutions
En 2007, L'association HERMES aide à la création de l'Espace Numérique Régionaux en Santé (ENRS) sous la forme d'un Groupement de Coopération Sanitaire (GCS Télésanté Lorraine) qui reprend les projets de l'association. L'association HERMES cesse alors son activité.
A l'occasion de la réforme des régions et de la LOI n° 2015-29 du 16 janvier 2015 relative à la délimitation des régions, les ENRS préexistants des régions de Champagne-Ardenne, Lorraine et Alsace se regroupent au sein d'un Groupement d'Appui Régional au développement de la e-santé (GRADeS) nommé PULSY. 